# HD57219
HD57219 — хімічно пекулярна зоря спектрального класу B3, що має видиму зоряну величину в смузі V приблизно  5,1.
Вона  розташована на відстані близько 836,3 світлових років від Сонця.

## Пекулярний хімічний склад
Зоряна атмосфера HD57219 має підвищений вміст 
He
.